# Rio de Janeiro

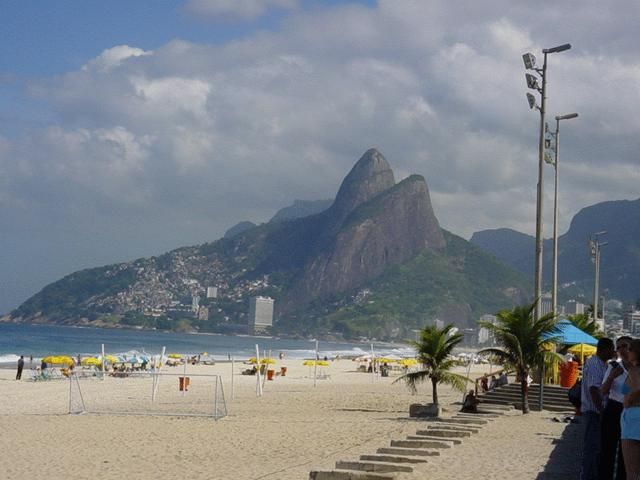
Plaja Ipanema

Rio de Janeiro (în portugheza locală pronunțat [ˈʁiu dʒi ʒaˈnɛjɾu], v. AFI, și însemnând „Râu de Ianuarie”) este un oraș din sud-estul Braziliei, situat în statul care poartă același nume. Adesea, în mod colocvial, orașului i se mai spune și Rio. Orașul este faimos pentru plajele sale Copacabana și Ipanema cu hoteluri așezate de-a lungul lor, pentru statuia monumentală Cristo Redentor ("Cristos Mântuitorul") de pe muntele Corcovado, pentru stȃnca Pão de Açúcar precum și pentru carnavalul din Rio.
Populația orașului este de aproximativ 6.150.000 locuitori (2004), ocupând o suprafață de 1.256 km². Zona metropolitană cuprinde o populație de 10-13 milioane de locuitori.
Orașul a găzduit Jocurile Olimpice de vară din anul 2016.

## Istorie
Golful în care este situat Rio de Janeiro (Golful Guanabara) a fost descoperit de europeni la 1 ianuarie 1502, prin exploratorul portughez Gaspar de Lemos; l-a numit "Rio" pentru că a crezut că era gura de vărsare a unui rȃu în ocean,  decât un golf.
Orașul Sfântul Sebastian Rio de Janeiro a fost fondat la 1 martie 1565 în onoarea regelui Sebastian I al Portugaliei.
Rio  de Janeiro a fost capitala Braziliei din 1764 până în 1960, când guvernul a fost transferat la Brasília, dar el a rămas unul dintre cele mai importante orașe din țară, al doilea ca mărime după São Paulo. Între 1808 și 1821, în timpul invaziei napoleoniene a Portugaliei metropolitane, orașul a devenit capitala Portugaliei și a imperiului portughez.

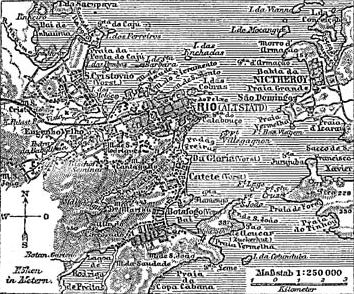
1888 Hartă germană a orașului

## Sectoarele orașului
Orașul este împărțit adesea în centrul său istoric (Centro), Zona de Sud cu atracțiile ei turistice (plajele sale sunt cunoscute pretutindeni în lume), Zona de Nord (dezvoltată industrial) și Zona de Vest.

### Centru
Bairros (Cartiere): Bairro Imperial Centro do Rio de Janeiro, Bairro Imperial de São Cristóvão, Benfica, Caju, Catumbi, Cidade Nova, Estácio, Gamboa, Lapa, Mangueira, Paquetá, Rio Comprido, Santa Teresa, Santo Cristo, Saúde și Vasco da Gama.
Centrul este zona istorică a orașului. Atracții turistice importante sunt Biserica Candelaria și catedrala modernistă, Teatrul Municipal și câteva muzee. Centro rămâne inima comunității de afaceri a orașului. „Bondinho”, un tramvai, pleacă din stația centrală, trece printru-un fost apeduct în stil roman și străbate străzile abrupte ale cartierului învecinat Santa Teresa.
Tot aici se află cartierul Lapa, binecunoscut pentru viața de noapte. Față de zona cu plaje, el este frecventat mai mult de localnici; tot aici, în timpul carnavalului, au loc adevărate petreceri în stradă, amintind într-o măsură de Ziua Marinei de la Constanța sau de revelioanele de stradă din București. Nu este o zonă foarte sigură, dar distracția este garantată.

### Zona de Sud
Bairros (Cartiere): Botafogo, Catete, Copacabana, Cosme Velho, Flamengo, Gávea, Glória, Humaitá, Ipanema, Jardim Botânico, Lagoa, Laranjeiras, Leblon, Leme, Rocinha, São Conrado, Urca și Vidigal.
Cartierul plajei Copacabana găzduiește una dintre cele mai spectaculoase petreceri de An Nou. Peste două milioane de spectatori, îmbulziți pe nisip, urmăresc artificiile. Din 2001 artificiile sunt lansate de pe vase, pentru a conferi mai multă siguranță evenimentului.
După Copacabana și Leme se află cartierul Urca, în care se află Muntele Pâine de Zahăr („Pão de Açúcar”). În vârf se poate ajunge cu telecabina, accesibilă de pe Dealul Urca („Morro da Urca”), care oferă o priveliște spre muntele Corcovado. Cel mai înalt munte al orașului este Pedra da Gávea (Piatră de Gabier) din São Conrado (842 m). Zborul cu planorul este o activitate populară pe o culme învecinată. După un zbor scurt se aterizează pe plaja Praia do Pepino din São Conrado.

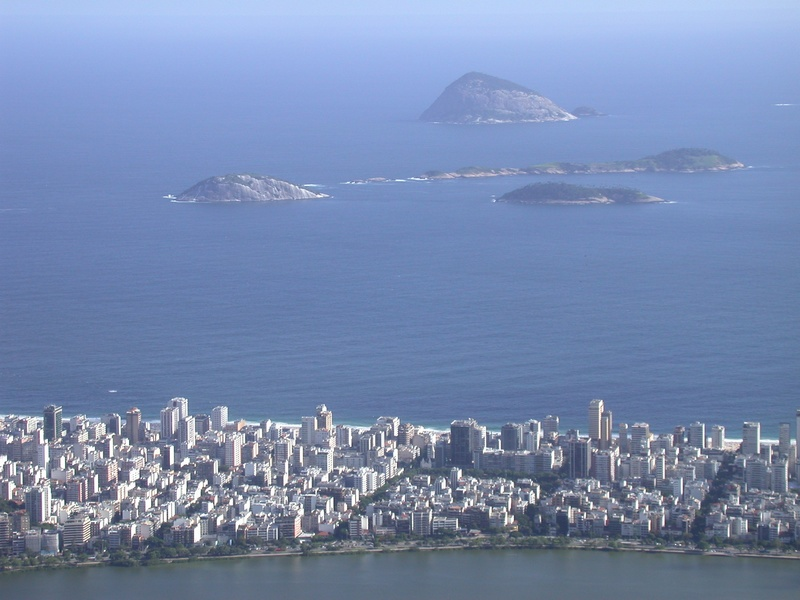
O vedere spre plaja Ipanema de pe muntele Corcovado. În fundal se văd Insulele Cagarras.

### Zona de Nord
Bairros (Cartiere): Abolição, Acari, Água Santa, Alto da Boa Vista, Anchieta, Andaraí, Argentino, Bancários, Barros Filho, Bento Ribeiro, Bonsucesso, Braz de Pina, Cachambi, Cacuia, Campinho, Cascadura, Cavalcanti, Cidade Universitária, Cocotá, Coelho Neto, Colégio, Complexo do Alemão, Cordovil, Costa Barros, Del Castilho, Encantado, Engenheiro Leal, Engenho da Rainha, Engenho de Dentro, Engenho Novo, Freguesia (Ilha do Governador), Galeão, Grajaú, Guadalupe, Higienópolis, Honório Gurgel, Inhaúma, Irajá, Jacaré, Jacarezinho, Jardim América, Jardim Carioca, Jardim Guanabara, Lins de Vasconcelos, Madureira, Manguinhos, Maracanã, Maré, Marechal Hermes, Maria da Graça, Méier, Moneró, Olaria, Oswaldo Cruz, Parada de Lucas, Parque Anchieta, Parque Colúmbia, Pavuna, Penha, Penha Circular, Piedade, Pilares, Pitangueiras, Portuguesa, Praça da Bandeira, Praia da Bandeira, Quintino Bocaiúva, Ramos, Riachuelo, Ribeira, Ricardo de Albuquerque, Rocha, Rocha Miranda, Sampaio, São Francisco Xavier, Tauá, Tijuca, Todos os Santos, Tomás Coelho, Turiaçu, Vaz Lobo, Vicente de Carvalho, Vigário Geral, Vila da Penha, Vila Isabel, Vila Kosmos, Vista Alegre și Zumbi.
În Zona de Nord din Rio se află Stadionul Maracanã. Maracanã este stadionul de fotbal cu cea mai mare capacitate din lume, fiind construit inițial pentru a găzdui aproape 200.000 de persoane. Mai târziu, capacitatea a fost redusă, în conformitate cu regulile de siguranță, și au fost asigurate scaune pentru toți spectatorii. În urma ultimelor renovări va ajunge la o capacitate de aproximativ 120.000 de persoane. Maracanã a fost locul de desfășurare a Ceremoniilor de Deschidere și Închidere precum și a unor competiții ale Jocurilor Pan-Americane din 2007.
În Zona de Nord se află, de asemenea, Institutul Osvaldo Cruz, dedicat cercetării medicale, precum și parcul Boa Vista (în traducere liberă: Belvedere), parte a grădinilor care adăposteau palatul imperial. După proclamarea republicii parcul a fost naționalizat, iar palatul a fost transformat în Muzeu Național, adăpostind exponate istorice, etnologice și arheologice.

### Zona de Vest
Bairros (Cartiere): Anil, Bangu, Barra da Tijuca, Barra de Guaratiba, Barra Olímpica, Camorim, Campo dos Afonsos, Campo Grande, Cidade de Deus, Cosmos, Curicica, Deodoro, Freguesia (Jacarepaguá), Gardênia Azul, Gericinó, Grumari, Guaratiba, Ilha de Guaratiba, Inhoaíba, Itanhangá, Jabour, Jacarepaguá, Jardim Sulacap, Joá, Magalhães Bastos, Paciência, Padre Miguel, Pechincha, Pedra de Guaratiba, Praça Seca, Realengo, Recreio dos Bandeirantes, Santa Cruz, Santíssimo, Senador Camará, Senador Vasconcelos, Sepetiba, Tanque, Taquara, Vargem Grande, Vargem Pequena, Vila Kennedy, Vila Militar și  Vila Valqueire.
Zona de Vest este regiunea metropolitană cea mai îndepărtată de centrul orașului. Barra da Tijuca rămâne o zonă de creștere rapidă, atrăgând în special sectorul mai bogat al populației, în timp ce cartierele învecinate din Zona de Vest dezvăluie diferențe mari între clasele sociale. Sectorul are zone industriale, însă în interiorul său se află și câteva zone agricole. Pe lângă Barra da Tijuca și Jacarepagua, un alt cartier cu o creștere economică importantă este Campo Grande. Câteva competiții ale Jocurilor Pan-Americane din 2007 s-au desfășurat în Centrul Sportiv Miécimo da Silva, supranumit «Școala Generală „Algodão”», iar altele pe Stadionul Ítalo del Cima Stadium, în Campo Grande.
La vestul zonelor mai vechi este Barra da Tijuca, o zonă de coastă înainte subdezvoltată, care acum trece printr-o perioadă de modernizare. Blocuri de apartamente și centre comerciale conferă zonei un aer cosmopolit, spre deosebire de centrul aglomerat (Centro). Unii oameni de afaceri s-au mutat în Barra da Tijuca pentru a profita de acest fapt. Plajele imense din Barra da Tijuca sunt de asemenea populare printre locuitorii orașului. Barra da Tijuca este locul unde este amplasat Satul Jocurilor Pan-Americane din 2007.

## Alte informații[3][4]
- Alto da Boa Vista, situat în Zona de Nord, este singurul cartier care își are limitele cu celelalte Zone ale municipiului (Centru, Zona de Sud și Zona de Vest).
- Există două cartiere numite Freguesia: Freguesia (Ilha do Governador) și Freguesia (Jacarepaguá). Aceste două cartiere se află la 29 km unul de celălalt.
- Ilha de Guaratiba, spre deosebire de ceea ce sugerează numele în portugheză, nu este situată pe o insulă. Acest cartier este situat pe continent (în interiorul cartierului Guaratiba).
- Jacarepaguá este cartierul care are mai multe granițe cu alte cartiere din Rio de Janeiro. Acest cartier se învecinează cu 18 cartiere: Água Santa, Alto da Boa Vista, Anil, Barra da Tijuca, Camorim, Campo Grande, Cidade de Deus, Curicica, Engenho de Dentro, Freguesia, Gardênia Azul, Grajaú, Itanhangá, Lins de Vasconcelos, Realengo, Senador Camará, Taquara și Vargem Grande.
- Jardim Carioca, situat pe Ilha do Governador, este singurul cartier insular fără litoral.
- Municipiile limitrofe cu Rio de Janeiro
  - Duque de Caxias
  - Itaguaí
  - Mesquita
  - Nilópolis
  - Nova Iguaçu
  - São João de Meriti
  - Seropédica
- Cartierele limitrofe cu alte municipii
  - Anchieta ⇔ Nilópolis
  - Bangu ⇔ Mesquita, Nilópolis și Nova Iguaçu
  - Campo Grande ⇔ Nova Iguaçu
  - Cordovil ⇔ Duque de Caxias
  - Gericinó ⇔ Mesquita și Nilópolis
  - Jardim América ⇔ Duque de Caxias
  - Paciência ⇔ Nova Iguaçu
  - Parada de Lucas ⇔ Duque de Caxias
  - Parque Anchieta ⇔ Nilópolis
  - Pavuna ⇔ Duque de Caxias și São João de Meriti
  - Realengo ⇔ Nilópolis
  - Santa Cruz ⇔ Itaguaí, Nova Iguaçu și Seropédica
  - Vigário Geral ⇔ Duque de Caxias
- Cartiere fără ieșire la mare
  - 121 cartiere (73,78%)
- Cartiere de coastă
  - 43 cartiere (26,22%)
- Cartier cu cea mai mare întindere teritorială
  - Guaratiba (131.786.592,992 ha) - partea continentală
  - Galeão (18.957.422,152 ha) - partea insulară
- Cartier cu cea mai mică întindere teritorială
  - Jabour (327.327,083 ha) - partea continentală
  - Zumbi (161.117,784 ha) - partea insulară
- Cel mai nordic cartier
  - Vigário Geral - partea continentală
  - Paquetá - partea insulară
- Cel mai sudic cartier
  - Grumari - partea continentală
  - Ipanema - partea insulară (Insulele Cagarras)
- Cel mai estic cartier
  - Urca - partea continentală
  - Paquetá - partea insulară
- Cel mai vestic cartier
  - Santa Cruz - partea continentală și partea insulară
- Cartiere care se învecinează cu un singur cartier
  - Freguesia (Ilha do Governador) → Bancários
  - Gericinó → Bangu
  - Ilha de Guaratiba → Guaratiba
  - Jabour → Senador Camará
  - Pedra de Guaratiba → Guaratiba
  - Ribeira → Zumbi
  - Vila Kennedy → Bangu
- Cartierele sunt complet insulare
  - Ilha de Paquetá: Paquetá
  - Ilha do Fundão: Cidade Universitária
  - Ilha do Governador: Bancários, Cacuia, Cocotá, Freguesia, Galeão, Jardim Carioca, Jardim Guanabara, Moneró, Pintangueiras, Portuguesa, Praia da Bandeira, Ribeira, Tauá și Zumbi
- Cartierele de pe coasta Golfului Guanabara
  - Bancários
  - Botafogo
  - Cacuia
  - Caju
  - Centro
  - Cidade Universitária
  - Cocotá
  - Cordovil
  - Flamengo
  - Freguesia (Ilha do Governador)
  - Galeão
  - Gamboa
  - Glória
  - Jardim Guanabara
  - Leme
  - Maré
  - Moneró
  - Paquetá
  - Penha
  - Penha Circular
  - Pintangueiras
  - Portuguesa
  - Praia da Bandeira
  - Ribeira
  - Santo Cristo
  - Saúde
  - Tauá
  - Urca
  - Zumbi
- Cartierele de pe coasta Golfului Sepetiba
  - Guaratiba
  - Pedra de Guaratiba
  - Santa Cruz
  - Sepetiba
- Cartierele de pe coasta Oceanului Atlantic (cu excepția golfurilor Guanabara și Sepetiba)
  - Barra da Tijuca
  - Barra de Guaratiba
  - Copacabana
  - Grumari
  - Guaratiba
  - Ipanema
  - Joá
  - Leblon
  - Leme
  - Recreio dos Bandeirantes,
  - São Conrado
  - Vidigal

## Favele
Rio este un oraș al contrastelor, și deși mare parte din oraș concurează cu metropolele cele mai moderne ale lumii, un procent important din milioanele de locuitori a zonei metropolitane trăiesc încă în gospodării sărace. Cele mai neprimitoare sunt mahalalele, cunoscute sub numele de favelas, construite îndeobște pe dealuri, unde clădirile înalte sunt dificil de construit, iar accidentele, provocate în general de ploi, sunt frecvente. Favelele, la fel ca în cazul ghetourilor din București sau Budapesta, se confruntă cu probleme legate de droguri, crime și atacuri banditești.

## Cultură

### Carnaval
Carnavalul de la Rio oferă mai multe distracții, incluzând faimoasele parade Escolas de Samba în Sambadromul Marquês de Sapucaí și binecunoscutele „blocos de carnaval” care străbat întreg orașul. Cele mai faimoase sunt:
- Cordão do Bola Preta: paradele din centrul orașului; este unul dintre cele mai tradiționale „bloco de carnaval”.
- Trupa Ipanemei: parada homosexualilor care străbate plaja Ipanema.
- Suvaco do Cristo: paradă în grădina botanică, chiar sub brațul statuii Cristo Redentor. Traducerea literală a denumirii „Suvaco do Cristo” este „Subsoara lui Cristos”; ea se explică prin așezarea ei în apropierea statuii monumentale.

## Sport

### Fotbal
Rio de Janeiro este orașul de origine a patru cluburi de fotbal braziliene: Flamengo, Botafogo, Fluminense și Vasco. Faimosul Stadionul Maracanã este de asemenea situat în Rio de Janeiro. În cadrul Campionatului Mondial de Fotbal 2014, acesta a găzduit o mare parte din meciuri.

### Jocurile
Orașul a găzduit ediția din 2007 a Jocurilor Panamericane, între 13 și 29 iulie. Plaja Copacabana a fost locul de desfășurare a competițiilor de triatlon și volei de plajă; competiția de yachting s-a desfășurat în Golful Guanabara. Un stadion nou, Stadionul Olimpic „João Havelange”, s-a inaugurat cu această ocazie.